# عمر ندياي (لاعب كرة قدم مواليد 1985)
عمر ندياي (22 يوليو 1985 في فرنسا - ) (بالفرنسية: Oumar N'Diaye)‏ هو لاعب كرة قدم فرنسي-موريتاني في مركزي الدفاع والهجوم. شارك مع منتخب موريتانيا لكرة القدم. أما مع النوادي، فقد لعب مع نادي فان ونادي كاين ونادي مانتوا وUSON Mondeville ‏ واتحاد مكابي باريس متروبول ‏.

## وصلات خارجية
- نداي عمر على موقع الاتحاد الدولي (مؤرشف)  (الإنجليزية)
- نداي عمر على موقع قاعدة بيانات كرة القدم.إي يو (الإنجليزية)
- نداي عمر على موقع ليكيب (الفرنسية)
- نداي عمر على موقع ناشيونال فوتبول تيمز (الإنجليزية)